# 2023-as Apertura mexikói labdarúgó-bajnokság (első osztály)
A mexikói labdarúgó-bajnokság első osztályának 2023-as Apertura szezonja 18 csapat részvételével 2023. június 30-án kezdődött.
A bajnokságot az América nyerte meg, amelynek ez volt történetének tizennegyedik győzelme. A második helyen a Tigres végzett.

## Előzmények
Az előző szezont, a 2023-as Clausurát a monterreyi Tigres de la UANL nyerte. Az ideiglenesen érvényben levő szabályok szerint ezúttal nem volt sem kieső, sem feljutó csapat.

## Csapatok
| Csapat                       | Város              | Állam              | Stadion                | Edző (a szezon elején) |
| ---------------------------- | ------------------ | ------------------ | ---------------------- | ---------------------- |
| América                      | Mexikóváros        | Szövetségi kerület | Azteca                 | André Jardine          |
| Atlas                        | Guadalajara        | Jalisco            | Jalisco                | Benjamín Mora          |
| Cruz Azul                    | Mexikóváros        | Szövetségi Kerület | Azul                   | Ricardo Ferretti       |
| Guadalajara                  | Guadalajara        | Jalisco            | Omnilife               | Veljko Paunović        |
| FC Juárez                    | Ciudad Juárez      | Chihuahua          | Benito Juárez          | Diego Mejía            |
| León                         | León               | Guanajuato         | León                   | Nicolás Larcamón       |
| Mazatlán FC                  | Mazatlán           | Sinaloa            | El Kraken              | Ismael Rescalvo        |
| Monterrey                    | Monterrey          | Új-León            | BBVA Bancomer          | Fernando Ortiz         |
| Necaxa                       | Aguascalientes     | Aguascalientes     | Victoria               | Rafael Dudamel         |
| Pachuca                      | Pachuca de Soto    | Hidalgo            | Hidalgo                | Guillermo Almada       |
| Puebla                       | Puebla de Zaragoza | Puebla             | Cuauhtémoc             | Eduardo Arce           |
| Pumas (Universidad Nacional) | Mexikóváros        | Szövetségi Kerület | Olímpico Universitario | Antonio Mohamed        |
| Querétaro                    | Querétaro          | Querétaro          | Corregidora            | Mauro Gerk             |
| San Luis                     | San Luis Potosí    | San Luis Potosí    | Alfonso Lastras        | Gustavo Leal           |
| Santos Laguna                | Torreón            | Coahuila           | TSM Corona             | Pablo Repetto          |
| Tigres                       | Monterrey          | Új-León            | Universitario          | Robert Siboldi         |
| Tijuana                      | Tijuana            | Alsó-Kalifornia    | Caliente               | Miguel Herrera         |
| Toluca                       | Toluca de Lerdo    | México             | Nemesio Díez           | Ignacio Ambriz         |

## Az alapszakasz eredménye
Az alapszakasz 18 fordulóból állt, az első hat közvetlenül a rájátszás negyeddöntőjébe jutott, a következő 4 helyezett pedig szintén mérkőzéseket játszott egymással a negyeddöntőbe jutásért.
| #   | Csapat      | M  | GY | D | V  | G+ – G– | GK  | P  | Megjegyzések |
| --- | ----------- | -- | -- | - | -- | ------- | --- | -- | ------------ |
| 1.  | América     | 17 | 12 | 4 | 1  | 37–14   | +23 | 40 |              |
| 2.  | Monterrey   | 17 | 10 | 3 | 4  | 27–15   | +12 | 33 |              |
| 3.  | Tigres      | 17 | 8  | 6 | 3  | 32–18   | +14 | 30 |              |
| 4.  | Pumas       | 17 | 8  | 4 | 5  | 27–18   | +9  | 28 |              |
| 5.  | Guadalajara | 17 | 8  | 3 | 6  | 22–22   | 0   | 27 |              |
| 6.  | Puebla      | 17 | 7  | 4 | 6  | 24–25   | −1  | 25 |              |
| 7.  | San Luis    | 17 | 7  | 2 | 8  | 31–26   | +5  | 23 |              |
| 8.  | León        | 17 | 6  | 5 | 6  | 23–22   | +1  | 23 |              |
| 9.  | Santos      | 17 | 7  | 2 | 8  | 31–34   | −3  | 23 |              |
| 10. | Mazatlán    | 17 | 6  | 4 | 7  | 25–27   | −2  | 22 |              |
| 11. | Pachuca     | 17 | 5  | 7 | 5  | 16–27   | −11 | 22 |              |
| 12. | Toluca      | 17 | 5  | 6 | 6  | 23–19   | +4  | 21 |              |
| 13. | Tijuana     | 17 | 6  | 2 | 9  | 23–26   | −3  | 20 |              |
| 14. | Querétaro   | 17 | 5  | 4 | 8  | 18–29   | −11 | 19 |              |
| 15. | Juárez      | 17 | 5  | 3 | 9  | 24–34   | −10 | 18 |              |
| 16. | Cruz Azul   | 17 | 5  | 2 | 10 | 21–29   | −8  | 17 |              |
| 17. | Atlas       | 17 | 4  | 5 | 8  | 14–24   | −10 | 17 |              |
| 18. | Necaxa      | 17 | 3  | 6 | 8  | 18–27   | −9  | 15 |              |

Utolsó frissítés: 2023. november 13. 
Forrás: A bajnokság hivatalos honlapja 
A rangsorolás alapszabályai: 1. összpontszám, 2. egymás elleni eredmények összpontszáma, 3. gólkülönbség, 4. szerzett gólok száma.
(B): Bajnokcsapat, (K): Kieső csapat, (F): Feljutó csapat, (I): Kupainduló, (R): A rájátszás győztese, (KGY): Kupagyőztes

## Rájátszás

### Mérkőzések a negyeddöntőbe jutásért
Ebben az idényben egy új rendszert vezettek be a negyeddöntőbe való bejutásért. Most az alapszakasz 7. és 8. helyezettje játszott egymással, valamin a 9. és a 10. helyezett. Az első mérkőzés győztese rögtön bejutott a negyeddöntőbe, a vesztese pedig a második mérkőzés győztesével találkozott a továbbjutásért.
| Dátum (mexikói idő) | Mérkőzés          | Eredmény |
| ------------------- | ----------------- | -------- |
| 2023. november 23.  | San Luis – León   | 3–2      |
| 2023. november 23.  | Santos – Mazatlán | 2–1      |
| 2023. november 26.  | León – Santos     | 3–2      |

A negyeddöntőben és az elődöntőben az a szabály, hogy ha a két meccs összesítve döntetlen, és az idegenbeli gól is egyenlő, akkor nincs hosszabbítás és tizenegyespárbaj, hanem az a csapat jut tovább, amelyik az alapszakaszban jobb helyen végzett.
A negyeddöntők első mérkőzéseit november 29-én és 30-án, a visszavágókat december 2-án és 3-án játszották. Az elődöntőkre december 6-án, 7-én, 9-én és 10-én került sor. A döntő első mérkőzése december 14-én, a visszavágó 17-én volt.
|  | Negyeddöntők | Negyeddöntők | Negyeddöntők | Negyeddöntők | Negyeddöntők |   |          | Elődöntők | Elődöntők | Elődöntők | Elődöntők | Elődöntők |  |  | Döntő | Döntő | Döntő | Döntő | Döntő |  |
|  |              |              |              |              |              |   |          |           |           |           |           |           |  |  |       |       |       |       |       |  |
|  | Guadalajara  | Guadalajara  | 1            | 0            | 1            |   |          |           |           |           |           |           |  |  |       |       |       |       |       |  |
|  | Guadalajara  | Guadalajara  | 1            | 0            | 1            |   |          |           |           |           |           |           |  |  |       |       |       |       |       |  |
|  | Pumas        | Pumas        | 0            | 3            | 3            |   |          |           |           |           |           |           |  |  |       |       |       |       |       |  |
|  | Pumas        | Pumas        | 0            | 3            | 3            |   | Pumas    | Pumas     | 0         | 1         | 1         |           |  |  |       |       |       |       |       |  |
|  |              |              |              |              |              |   | Pumas    | Pumas     | 0         | 1         | 1         |           |  |  |       |       |       |       |       |  |
|  |              |              | Tigres       | Tigres       | 1            | 1 | 2        |           |           |           |           |           |  |  |       |       |       |       |       |  |
|  | Puebla       | Puebla       | Tigres       | Tigres       | 1            | 1 | 2        | 2         | 0         | 2         |           |           |  |  |       |       |       |       |       |  |
|  | Puebla       | Puebla       |              |              |              |   |          |           |           | 2         |           |           |  |  |       |       |       |       |       |  |
|  | Tigres       | Tigres       | 2            | 3            | 5            |   |          |           |           |           |           |           |  |  |       |       |       |       |       |  |
|  | Tigres       | Tigres       | 2            | 3            | 5            |   | Tigres   | Tigres    | 1         | 0         | 1         |           |  |  |       |       |       |       |       |  |
|  |              |              |              |              |              |   |          |           |           |           |           |           |  |  |       |       |       |       |       |  |
|  |              |              | América      | América      | 1            | 3 | 4        |           |           |           |           |           |  |  |       |       |       |       |       |  |
|  | San Luis     | San Luis     | América      | América      | 1            | 3 | 4        | 1         | 1         | 2         |           |           |  |  |       |       |       |       |       |  |
|  | San Luis     | San Luis     |              |              |              |   |          |           |           | 2         |           |           |  |  |       |       |       |       |       |  |
|  | Monterrey    | Monterrey    | 0            | 1            | 1            |   |          |           |           |           |           |           |  |  |       |       |       |       |       |  |
|  | Monterrey    | Monterrey    | 0            | 1            | 1            |   | San Luis | San Luis  | 0         | 2         | 2         |           |  |  |       |       |       |       |       |  |
|  |              |              |              |              |              |   | San Luis | San Luis  | 0         | 2         | 2         |           |  |  |       |       |       |       |       |  |
|  |              |              | América      | América      | 5            | 0 | 5        |           |           |           |           |           |  |  |       |       |       |       |       |  |
|  | León         | León         | América      | América      | 5            | 0 | 5        | 2         | 0         | 2         |           |           |  |  |       |       |       |       |       |  |
|  | León         | León         |              |              |              |   |          |           |           | 2         |           |           |  |  |       |       |       |       |       |  |
|  | América      | América      | 2            | 2            | 4            |   |          |           |           |           |           |           |  |  |       |       |       |       |       |  |

## Együttható-táblázat
Az együttható-táblázat a csapatok (a jelenlegit is beleszámítva) utolsó öt első osztályú szezonjának alapszakaszában elért pontok átlagát tartalmazza négy tizedesre kerekítve, de ha egy csapat időközben volt másodosztályú is, akkor az az előtti időszak eredményei nincsenek benne, illetve ha valaki egyszer az utolsó helyen végzett, de nem esett ki, akkor is lenullázódtak az itteni pontjai. Mivel ideiglenesen az a szabály is érvényben van, hogy nem lehet kiesni a másodosztályba, ezért az együttható-táblázat utolsó helyezettjei a kiesés helyett jelentős pénzösszeg befizetésére lesznek kötelezve, a pénzt pedig a másodosztály győztesei kapják.
| Csapat      | Összpontszám | Mérkőzések | Együttható |
| ----------- | ------------ | ---------- | ---------- |
| América     | 173          | 85         | 2,0353     |
| Monterrey   | 156          | 85         | 1,8353     |
| Tigres      | 146          | 85         | 1,7176     |
| Pachuca     | 141          | 85         | 1,6588     |
| Guadalajara | 131          | 85         | 1,5412     |
| León        | 125          | 85         | 1,4706     |
| Toluca      | 123          | 85         | 1,4471     |
| Santos      | 119          | 85         | 1,4000     |
| Puebla      | 117          | 85         | 1,3765     |
| Cruz Azul   | 113          | 85         | 1,3294     |
| Atlas       | 107          | 85         | 1,2588     |
| Pumas       | 103          | 85         | 1,2118     |
| San Luis    | 103          | 85         | 1,2118     |
| Querétaro   | 19           | 17         | 1,1176     |
| Necaxa      | 91           | 85         | 1,0706     |
| Mazatlán    | 87           | 85         | 1,0235     |
| Juárez      | 52           | 51         | 1,0196     |
| Tijuana     | 85           | 85         | 1,0000     |

## Eredmények

### Alapszakasz

#### Fordulónként

##### 1. forduló
| Dátum (mexikói idő) | Mérkőzés             | Eredmény |
| ------------------- | -------------------- | -------- |
| 2023. június 30.    | América – Juárez     | 1–2      |
| 2023. június 30.    | Mazatlán – Pachuca   | 1–1      |
| 2023. június 30.    | Tijuana – Pumas      | 2–3      |
| 2023. július 1.     | San Luis – Monterrey | 1–1      |
| 2023. július 1.     | Tigres – Puebla      | 1–1      |
| 2023. július 1.     | Atlas – Cruz Azul    | 2–0      |
| 2023. július 2.     | Toluca – Necaxa      | 0–0      |
| 2023. július 2.     | Santos – Querétaro   | 0–2      |
| 2023. július 3.     | León – Guadalajara   | 1–2      |

##### 2. forduló
| Dátum (mexikói idő)  | Mérkőzés               | Eredmény |
| -------------------- | ---------------------- | -------- |
| 2023. július 7.      | Puebla – Santos        | 2–3      |
| 2023. július 7.      | Necaxa – Tijuana       | 1–1      |
| 2023. július 8.      | Cruz Azul – Toluca     | 0–2      |
| 2023. július 8.      | Guadalajara – San Luis | 3–1      |
| 2023. július 8.      | Juárez – Tigres        | 1–1      |
| 2023. július 9.      | Pumas – Mazatlán       | 0–0      |
| 2023. július 9.      | Monterrey – Atlas      | 1–0      |
| 2023. július 10.     | León – Pachuca         | 4–0      |
| 2023. szeptember 20. | Querétaro – América    | 1–2      |

##### 3. forduló
| Dátum (mexikói idő) | Mérkőzés             | Eredmény |
| ------------------- | -------------------- | -------- |
| 2023. július 13.    | Santos – Atlas       | 0–0      |
| 2023. július 13.    | Guadalajara – Necaxa | 2–0      |
| 2023. július 14.    | Mazatlán – Monterrey | 0–3      |
| 2023. július 14.    | Tijuana – Cruz Azul  | 2–1      |
| 2023. július 15.    | San Luis – Querétaro | 4–1      |
| 2023. július 15.    | América – Puebla     | 3–0      |
| 2023. július 15.    | Tigres – León        | 1–0      |
| 2023. július 16.    | Toluca – Juárez      | 2–4      |
| 2023. július 16.    | Pachuca – Pumas      | 1–1      |

##### 4. forduló
| Dátum (mexikói idő) | Mérkőzés             | Eredmény |
| ------------------- | -------------------- | -------- |
| 2023. augusztus 18. | León – Mazatlán      | 2–1      |
| 2023. augusztus 18. | Pumas – Toluca       | 1–1      |
| 2023. augusztus 18. | Puebla – San Luis    | 1–2      |
| 2023. augusztus 18. | Juárez – Guadalajara | 1–1      |
| 2023. augusztus 20. | Cruz Azul – Santos   | 2–2      |
| 2023. augusztus 20. | Querétaro – Pachuca  | 1–1      |
| 2023. augusztus 20. | América – Atlas      | 1–1      |
| 2023. augusztus 20. | Necaxa – Tigres      | 0–3      |
| 2023. október 25.   | Monterrey – Tijuana  | 3–1      |

##### 5. forduló
| Dátum (mexikói idő) | Mérkőzés              | Eredmény |
| ------------------- | --------------------- | -------- |
| 2023. augusztus 22. | Guadalajara – Tijuana | 1–0      |
| 2023. augusztus 22. | Mazatlán – Puebla     | 1–0      |
| 2023. augusztus 22. | Juárez – Pumas        | 4–1      |
| 2023. augusztus 23. | América – Necaxa      | 3–2      |
| 2023. augusztus 23. | Pachuca – Cruz Azul   | 1–0      |
| 2023. augusztus 23. | San Luis – León       | 3–0      |
| 2023. augusztus 30. | Toluca – Monterrey    | 1–0      |
| 2023. augusztus 30. | Querétaro – Atlas     | 1–2      |
| 2023. augusztus 30. | Tigres – Santos       | 3–2      |

##### 6. forduló
| Dátum (mexikói idő) | Mérkőzés              | Eredmény |
| ------------------- | --------------------- | -------- |
| 2023. augusztus 25. | Puebla – Juárez       | 1–0      |
| 2023. augusztus 25. | Tijuana – Mazatlán    | 1–1      |
| 2023. augusztus 26. | Atlas – Toluca        | 0–0      |
| 2023. augusztus 26. | América – León        | 1–1      |
| 2023. augusztus 26. | Santos – Guadalajara  | 2–1      |
| 2023. augusztus 27. | Necaxa – Querétaro    | 0–1      |
| 2023. augusztus 27. | Pumas – Tigres        | 2–1      |
| 2023. augusztus 27. | Monterrey – Cruz Azul | 1–2      |
| 2023. augusztus 28. | Pachuca – San Luis    | 0–2      |

##### 7. forduló
| Dátum (mexikói idő) | Mérkőzés                | Eredmény |
| ------------------- | ----------------------- | -------- |
| 2023. szeptember 1. | Juárez – Mazatlán       | 3–1      |
| 2023. szeptember 1. | Puebla – Tijuana        | 3–0      |
| 2023. szeptember 2. | León – Necaxa           | 1–1      |
| 2023. szeptember 2. | Santos – Pumas          | 2–1      |
| 2023. szeptember 2. | Tigres – Querétaro      | 5–0      |
| 2023. szeptember 2. | Cruz Azul – América     | 2–3      |
| 2023. szeptember 3. | Toluca – Pachuca        | 5–0      |
| 2023. szeptember 3. | Guadalajara – Monterrey | 1–2      |
| 2023. szeptember 3. | San Luis – Atlas        | 2–0      |

##### 8. forduló
| Dátum (mexikói idő)  | Mérkőzés              | Eredmény |
| -------------------- | --------------------- | -------- |
| 2023. szeptember 15. | Mazatlán – Cruz Azul  | 2–2      |
| 2023. szeptember 15. | Tijuana – Toluca      | 2–1      |
| 2023. szeptember 16. | Necaxa – Juárez       | 1–1      |
| 2023. szeptember 16. | Monterrey – León      | 3–1      |
| 2023. szeptember 16. | América – Guadalajara | 4–0      |
| 2023. szeptember 17. | Pumas – San Luis      | 3–2      |
| 2023. szeptember 17. | Querétaro – Puebla    | 1–1      |
| 2023. szeptember 17. | Atlas – Tigres        | 2–0      |
| 2023. szeptember 18. | Pachuca – Santos      | 3–2      |

##### 9. forduló
| Dátum (mexikói idő)  | Mérkőzés              | Eredmény |
| -------------------- | --------------------- | -------- |
| 2023. szeptember 22. | San Luis – Mazatlán   | 3–2      |
| 2023. szeptember 22. | Juárez – Atlas        | 1–2      |
| 2023. szeptember 22. | Puebla – Pumas        | 0–2      |
| 2023. szeptember 23. | León – Tijuana        | 1–0      |
| 2023. szeptember 23. | Guadalajara – Pachuca | 0–0      |
| 2023. szeptember 23. | Tigres – Monterrey    | 3–0      |
| 2023. szeptember 24. | Toluca – América      | 1–1      |
| 2023. szeptember 24. | Cruz Azul – Querétaro | 1–3      |
| 2023. szeptember 24. | Santos – Necaxa       | 2–5      |

##### 10. forduló
| Dátum (mexikói idő)  | Mérkőzés             | Eredmény |
| -------------------- | -------------------- | -------- |
| 2023. szeptember 28. | Atlas – Puebla       | 2–3      |
| 2023. szeptember 29. | Querétaro – León     | 1–1      |
| 2023. szeptember 29. | San Luis – Cruz Azul | 1–2      |
| 2023. szeptember 29. | Tijuana – Juárez     | 5–1      |
| 2023. szeptember 30. | Pachuca – Necaxa     | 1–1      |
| 2023. szeptember 30. | América – Pumas      | 1–0      |
| 2023. szeptember 30. | Mazatlán – Tigres    | 2–3      |
| 2023. október 1.     | Toluca – Guadalajara | 1–1      |
| 2023. november 8.    | Monterrey – Santos   | 3–0      |

##### 11. forduló
| Dátum (mexikói idő)  | Mérkőzés               | Eredmény |
| -------------------- | ---------------------- | -------- |
| 2023. szeptember 26. | Guadalajara – Mazatlán | 1–3      |
| 2023. október 3.     | Puebla – Monterrey     | 1–1      |
| 2023. október 3.     | América – Pachuca      | 4–0      |
| 2023. október 4.     | Necaxa – Cruz Azul     | 1–3      |
| 2023. október 4.     | Pumas – Querétaro      | 4–0      |
| 2023. október 4.     | Tigres – Toluca        | 2–2      |
| 2023. október 4.     | Santos – Tijuana       | 2–1      |
| 2023. október 24.    | León – Atlas           | 1–1      |
| 2023. október 25.    | Juárez – San Luis      | 3–2      |

##### 12. forduló
| Dátum (mexikói idő) | Mérkőzés            | Eredmény |
| ------------------- | ------------------- | -------- |
| 2023. október 6.    | Mazatlán – América  | 1–2      |
| 2023. október 7.    | Monterrey – Juárez  | 3–1      |
| 2023. október 7.    | Pachuca – Tigres    | 1–1      |
| 2023. október 7.    | Guadalajara – Atlas | 4–1      |
| 2023. október 7.    | Cruz Azul – Pumas   | 1–4      |
| 2023. október 8.    | Toluca – Querétaro  | 3–1      |
| 2023. október 8.    | Necaxa – Puebla     | 1–2      |
| 2023. október 8.    | Santos – León       | 0–2      |
| 2023. október 8.    | Tijuana – San Luis  | 2–1      |

##### 13. forduló
| Dátum (mexikói idő) | Mérkőzés             | Eredmény |
| ------------------- | -------------------- | -------- |
| 2023. október 20.   | Atlas – Mazatlán     | 1–3      |
| 2023. október 20.   | Juárez – Pachuca     | 0–1      |
| 2023. október 20.   | Puebla – Guadalajara | 0–2      |
| 2023. október 21.   | León – Toluca        | 1–0      |
| 2023. október 21.   | América – Santos     | 4–3      |
| 2023. október 21.   | Querétaro – Tijuana  | 1–0      |
| 2023. október 21.   | Tigres – Cruz Azul   | 2–1      |
| 2023. október 22.   | Pumas – Monterrey    | 0–1      |
| 2023. október 22.   | San Luis – Necaxa    | 4–0      |

##### 14. forduló
| Dátum (mexikói idő) | Mérkőzés             | Eredmény |
| ------------------- | -------------------- | -------- |
| 2023. október 27.   | Necaxa – Pumas       | 1–0      |
| 2023. október 27.   | Mazatlán – Querétaro | 3–0      |
| 2023. október 28.   | Cruz Azul – León     | 1–0      |
| 2023. október 28.   | Pachuca – Puebla     | 1–1      |
| 2023. október 28.   | Guadalajara – Tigres | 0–4      |
| 2023. október 28.   | Monterrey – América  | 0–3      |
| 2023. október 29.   | Toluca – San Luis    | 3–1      |
| 2023. október 29.   | Santos – Juárez      | 5–1      |
| 2023. október 29.   | Tijuana – Atlas      | 2–0      |

##### 15. forduló
| Dátum (mexikói idő) | Mérkőzés                | Eredmény |
| ------------------- | ----------------------- | -------- |
| 2023. október 31.   | Toluca – Puebla         | 0–1      |
| 2023. október 31.   | Querétaro – Guadalajara | 1–2      |
| 2023. október 31.   | León – Pumas            | 1–1      |
| 2023. október 31.   | Monterrey – Necaxa      | 3–0      |
| 2023. november 1.   | Atlas – Pachuca         | 0–2      |
| 2023. november 1.   | Cruz Azul – Juárez      | 2–0      |
| 2023. november 1.   | San Luis – América      | 0–1      |
| 2023. november 1.   | Mazatlán – Santos       | 3–1      |
| 2023. november 1.   | Tijuana – Tigres        | 2–0      |

##### 16. forduló
| Dátum (mexikói idő) | Mérkőzés                | Eredmény |
| ------------------- | ----------------------- | -------- |
| 2023. november 3.   | Puebla – León           | 5–4      |
| 2023. november 4.   | Tigres – San Luis       | 2–2      |
| 2023. november 4.   | América – Tijuana       | 3–0      |
| 2023. november 4.   | Pachuca – Monterrey     | 0–2      |
| 2023. november 4.   | Guadalajara – Cruz Azul | 1–0      |
| 2023. november 5.   | Pumas – Atlas           | 3–0      |
| 2023. november 5.   | Necaxa – Mazatlán       | 4–0      |
| 2023. november 5.   | Santos – Toluca         | 3–1      |
| 2023. november 5.   | Juárez – Querétaro      | 0–3      |

##### 17. forduló
| Dátum (mexikói idő) | Mérkőzés              | Eredmény |
| ------------------- | --------------------- | -------- |
| 2023. november 10.  | Atlas – Necaxa        | 0–0      |
| 2023. november 10.  | Mazatlán – Toluca     | 1–0      |
| 2023. november 10.  | Tijuana – Pachuca     | 2–3      |
| 2023. november 11.  | San Luis – Santos     | 0–2      |
| 2023. november 11.  | Querétaro – Monterrey | 0–0      |
| 2023. november 11.  | Pumas – Guadalajara   | 1–0      |
| 2023. november 11.  | Tigres – América      | 0–0      |
| 2023. november 12.  | Cruz Azul – Puebla    | 1–2      |
| 2023. november 12.  | León – Juárez         | 2–1      |

#### Kereszttábla
| Hazai \ Vendég1 | AMÉ | ATL | CRZ | GUA | JUÁ | LEÓ | MAZ | MTY | NEC | PAC | PUE | PUM | QUE | SLU | SAN | TIG | TIJ | TOL |
| América         |     | 1–1 |     | 4–0 | 1–2 | 1–1 |     |     | 3–2 | 4–0 | 3–0 | 1–0 |     |     | 4–3 |     | 3–0 |     |
| Atlas           |     |     | 2–0 |     |     |     | 1–3 |     | 0–0 | 0–2 | 2–3 |     |     |     |     | 2–0 |     | 0–0 |
| Cruz Azul       | 2–3 |     |     |     | 2–0 | 1–0 |     |     |     |     | 1–2 | 1–4 | 1–3 |     | 2–2 |     |     | 0–2 |
| Guadalajara     |     | 4–1 | 1–0 |     |     |     | 1–3 | 1–2 | 2–0 | 0–0 |     |     |     | 3–1 |     | 0–4 | 1–0 |     |
| Juárez          |     | 1–2 |     | 1–1 |     |     | 3–1 |     |     | 0–1 |     | 4–1 | 0–3 | 3–2 |     | 1–1 |     |     |
| León            |     | 1–1 |     | 1–2 | 2–1 |     | 2–1 |     | 1–1 | 4–0 |     | 1–1 |     |     |     |     | 1–0 | 1–0 |
| Mazatlán        | 1–2 |     | 2–2 |     |     |     |     | 0–3 |     | 1–1 | 1–0 |     | 3–0 |     | 3–1 | 2–3 |     | 1–0 |
| Monterrey       | 0–3 | 1–0 | 1–2 |     | 3–1 | 3–1 |     |     | 3–0 |     |     |     |     |     | 3–0 |     | 3–1 |     |
| Necaxa          |     |     | 1–3 |     | 1–1 |     | 4–0 |     |     |     | 1–2 | 1–0 | 0–1 |     |     | 0–3 | 1–1 |     |
| Pachuca         |     |     | 1–0 |     |     |     |     | 0–2 | 1–1 |     | 1–1 | 1–1 |     | 0–2 | 3–2 | 1–1 |     |     |
| Puebla          |     |     |     | 0–2 | 1–0 | 5–4 |     | 1–1 |     |     |     | 0–2 |     | 1–2 | 2–3 |     | 3–0 |     |
| Pumas           |     | 3–0 |     | 1–0 |     |     | 0–0 | 0–1 |     |     |     |     | 4–0 | 3–2 |     | 2–1 |     | 1–1 |
| Querétaro       | 1–2 | 1–2 |     | 1–2 |     | 1–1 |     | 0–0 |     | 1–1 | 1–1 |     |     |     |     |     | 1–0 |     |
| San Luis        | 0–1 | 2–0 | 1–2 |     |     | 3–0 | 3–2 | 1–1 | 4–0 |     |     |     | 4–1 |     | 0–2 |     |     |     |
| Santos          |     | 0–0 |     | 2–1 | 5–1 | 0–2 |     |     | 2–5 |     |     | 2–1 | 0–2 |     |     |     | 2–1 | 3–1 |
| Tigres          | 0–0 |     | 2–1 |     |     | 1–0 |     | 3–0 |     |     | 1–1 |     | 5–0 | 2–2 | 3–2 |     |     | 2–2 |
| Tijuana         |     | 2–0 | 2–1 |     | 5–1 |     | 1–1 |     |     | 2–3 |     | 2–3 |     | 2–1 |     | 2–0 |     | 2–1 |
| Toluca          | 1–1 |     |     | 1–1 | 2–4 |     |     | 1–0 | 0–0 | 5–0 | 0–1 |     | 3–1 | 3–1 |     |     |     |     |

Utolsó felvett mérkőzés dátuma: 2023. november 12. 
Forrás: A bajnokság hivatalos honlapja 
1A hazai csapatok a bal oldali oszlopban szerepelnek.
Színek: Zöld = hazai győzelem; Sárga = döntetlen; Piros = vendéggyőzelem.
 

## Góllövőlista
Az alábbi lista a legalább 4 gólt szerző játékosokat tartalmazza.
- 12 gólos:
  -  Harold Preciado (Santos)
- 11 gólos:
  -  Guillermo Martínez Ayala (Puebla)
  -  André-Pierre Gignac (Tigres)
- 10 gólos:
  -  Julián Andrés Quiñones (América)
  -  Juan Brunetta (Santos)
- 9 gólos:
  -  Ángel Sepúlveda (Cruz Azul)
  -  César Huerta (Pumas)
  -  Carlos González (Tijuana)
- 8 gólos:
  -  Henry Martín (América)
  -  Diego Valdés Contreras (América)
  -  Federico Viñas (León)
- 7 gólos:
  -  Jonathan Rodríguez (América)
  -  Rogelio Funes Mori (Monterrey)
  -  Gabriel Matías Fernández (Pumas)
  -  Vitor Samuel Ferreira (San Luis)
  -  Nicolás Ibáñez (Tigres)
- 6 gólos:
  -  Roberto Alvarado (Guadalajara)
  -  Avilés Hurtado (Juárez)
  -  Aké Arnaud Loba (Mazatlán)
  -  Juan Ignacio Dinenno (Pumas)
  -  José Raúl Zúñiga (Querétaro)
- 5 gólos:
  -  Alejandro Zendejas (América)
  -  Jordy Caicedo (Atlas)
  -  Uriel Antuna (Cruz Azul)
  -  Diego de Buen (Puebla)
  -  Unai Bilbao (San Luis)
  -  Léo Bonatini (San Luis)
  -  Félix Torres (Santos)
  -  Fernando Madrigal (Tijuana)
- 4 gólos:
  -  Brian Rodríguez (América)
  -  Juan Manuel Zapata (Atlas)
  -  Diber Cambindo (Cruz Azul)
  -  Fernando Beltrán Cruz (Guadalajara)
  -  Ricardo Marín Sánchez (Guadalajara)
  -  Aitor García (Juárez)
  -  Nicolás Federico López (León)
  -  Luis Amarilla (Mazatlán)
  -  Germán Berterame (Monterrey)
  -  Facundo Batista (Necaxa)
  -  Érick Sánchez (Pachuca)
  -  Ángel Zaldívar (San Luis)
  -  Ozziel Herrera (Tigres)
  -  Juan Pablo Vigón (Tigres)
  -  Juan Pablo Domínguez Chonteco (Toluca)
  -  Tiago Volpi (Toluca)

## Sportszerűségi táblázat
A következő táblázat a csapatok játékosai által az alapszakasz során kapott lapokat tartalmazza. Egy kiállítást nem érő sárga lapért 1, egy kiállításért 3 pont jár. A csapatok növekvő pontsorrendben szerepelnek, így az első helyezett a legsportszerűbb közülük. Ha több csapat pontszáma, gólkülönbsége, összes és idegenben rúgott góljainak száma és a klubok együtthatója is egyenlő, egymás elleni eredményük pedig döntetlen, akkor helyezésüket a sportszerűségi táblázat alapján döntik el.
| Csapat         | Sárga lap | sárga lap · 2. sárga lap · kiállítva | kiállítva | Pontszám |
| -------------- | --------- | ------------------------------------ | --------- | -------- |
| América        | 35        | 1                                    | 1         | 41       |
| Tigres         | 44        | 0                                    | 0         | 44       |
| CD Guadalajara | 39        | 2                                    | 0         | 45       |
| Tijuana        | 29        | 1                                    | 5         | 47       |
| San Luis       | 38        | 2                                    | 1         | 47       |
| Monterrey      | 41        | 0                                    | 2         | 47       |
| León           | 35        | 0                                    | 6         | 53       |
| Cruz Azul      | 50        | 0                                    | 2         | 56       |
| Atlas          | 44        | 3                                    | 1         | 56       |
| Pachuca        | 44        | 2                                    | 2         | 56       |
| Toluca         | 39        | 2                                    | 4         | 57       |
| Querétaro      | 42        | 1                                    | 4         | 57       |
| Puebla         | 51        | 0                                    | 2         | 57       |
| Santos Laguna  | 47        | 0                                    | 4         | 59       |
| Necaxa         | 48        | 0                                    | 4         | 60       |
| Juárez         | 47        | 1                                    | 4         | 62       |
| Pumas          | 57        | 0                                    | 2         | 63       |
| Mazatlán       | 43        | 2                                    | 5         | 64       |